# Ceriomura lacinia
Espèce
Ceriomura lacinia est une espèce d'araignées aranéomorphes de la famille des Salticidae.

## Distribution
Cette espèce est endémique de la province de Misiones en Argentine,. Elle se rencontre vers la réserve de Karadya.

## Description
La carapace du mâle holotype mesure 2,59 mm de long sur 2,00 mm et l'abdomen 3,60 mm de long.

## Systématique et taxinomie
Cette espèce a été décrite par Rubio, Baigorria et Stolar en 2023.

## Publication originale
- Rubio, Baigorria & Stolar, 2023 : « Unveiling some unknown jumping spiders (Araneae: Salticidae) from Argentina: descriptions of seven new species. » Peckhamia, vol. 294.1, p. 1-22.